# Agliè
Agliè là một đô thị ở tỉnh Torino trong vùng Piedmont, có vị trí cách khoảng 35 km về phía bắc của Torino, nước Ý. Tại thời điểm ngày 31 tháng 12 năm 2004, đô thị này có dân số 2.645 người và diện tích là 13,3 km².
Đô thị Agliè có các frazioni (các đơn vị trực thuộc, chủ yếu là các làng) Madonna delle Grazie, Santa Maria, và San Grato.
Agliè giáp các đô thị: San Martino Canavese, Torre Canavese, Bairo, Vialfrè, Cuceglio, San Giorgio Canavese, và Ozegna.

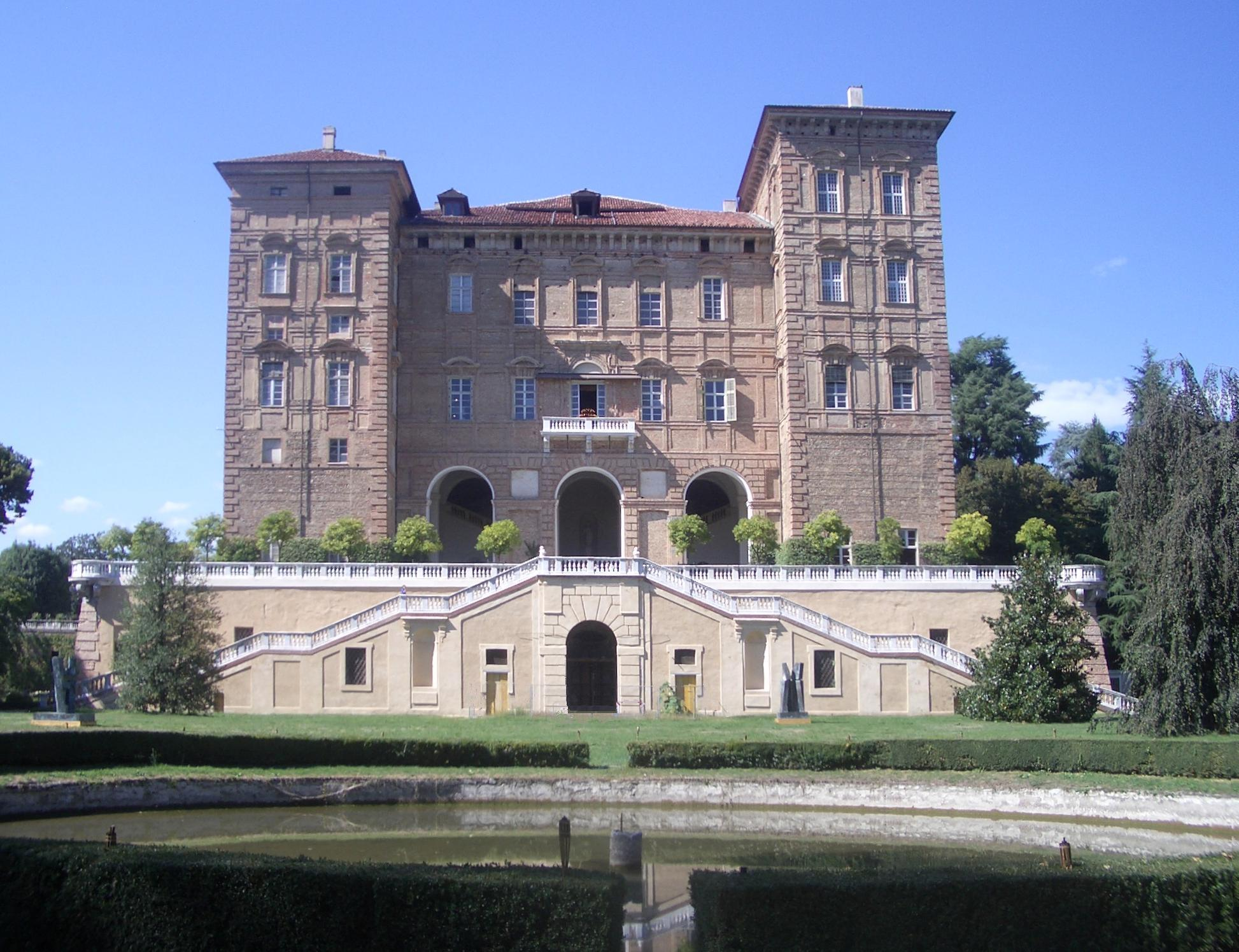
Một trong những dinh thực của Hoàng gia Savoy ở Agliè.